# Quận Nacogdoches, Texas
Quận Nacogdoches (tiếng Anh: Nacogdoches County) là một quận trong tiểu bang Texas, Hoa Kỳ. Quận lỵ đóng ở thành phố Nacogdoches6. Theo kết quả điều tra dân số năm  2000 của Cục điều tra dân số Hoa Kỳ, quận có dân số 59.203 người.